# Asingan
Asingan é um município de  segunda classe de renda municipal (d) na província Pangasinan, nas Filipinas. De acordo com o censo de 1 de maio  de  2020 possui uma população de 57 811 pessoas e 15 331 domicílios.